# End of Term Web Archive
End of Term Web Archive és un projecte d'arxiu que preserva els llocs web del govern federal dels EUA durant els canvis d'administració.

## Rerefons
End of Term Web Archive es va crear després d'un anunci de l'any 2008 de l'Administració Nacional d'Arxius i Registres (NARA) que no arxivarien els llocs web del govern durant la transició governamental, després de dur a terme aquests rastreigs el 2000 i el 2004. Es pot accedir a la recollida de webs federal de 2004 juntament amb les recollides de webs del Congrés, començant pel 109è Congrés dels Estats Units, als Arxius Nacionals.
Els primers socis del projecte van ser la Biblioteca del Congrés, la Universitat George Washington, la Universitat Stanford, la Universitat del Nord de Texas, l'Oficina d'Edicions del Govern dels EUA, la Biblioteca Digital de Califòrnia i l'Arxiu d'Internet, tots membres de l'⁣International Internet Preservation Consortium. El projecte va ser esbossat inicialment després d'una Assemblea General de l'IIPC el 2008. NARA i Environmental Data & Governance Initiative (EDGI) es van unir al projecte 2020/21.

## El projecte

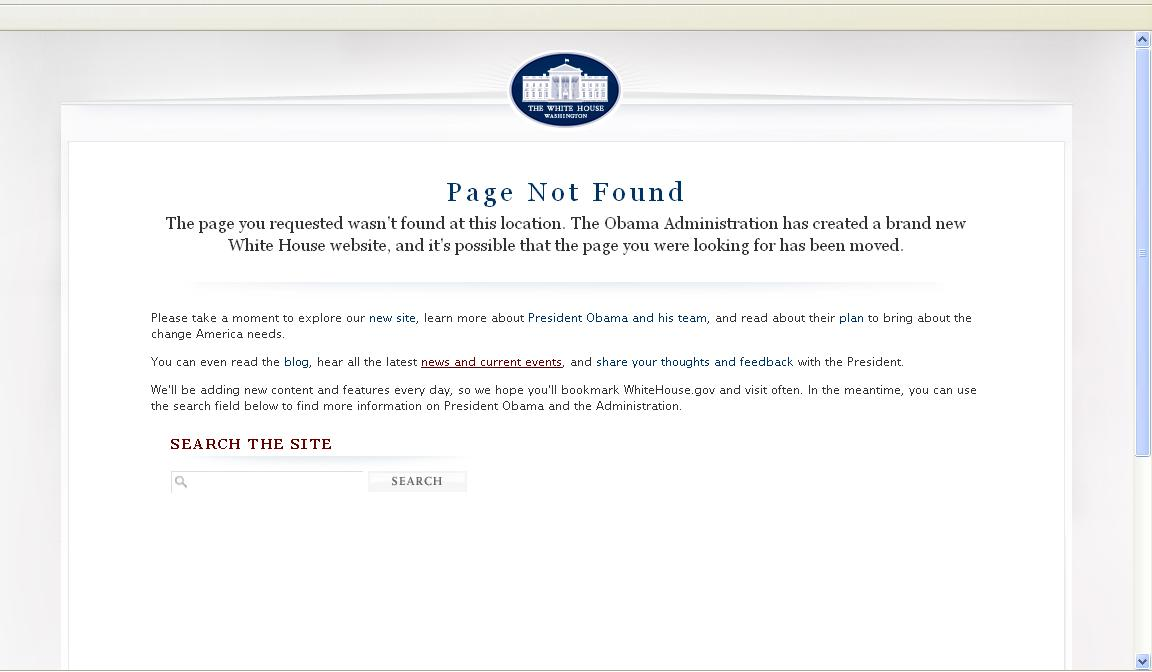
Pàgina d'error personalitzada que s'utilitza per dirigir els visitants de sW a mesura que el lloc web va canviar el 2009.

El projecte arxiva pàgines web i documents per a l'accés públic i la investigació. Les dades de l'arxivament dels conjunts de dades de final de període de 2008, 2012, 2016 i 2020 es poden descarregar de manera massiva. El febrer de 2025, els conjunts de dades de 2004 encara s'estan inventariant i hi ha previst traslladar una còpia de tots els conjunts de dades a Amazon Web Services.
Un estudi de l'UNT sobre el risc de documentar fitxers va trobar que el 83% dels PDF del domini .gov l'any 2008 faltaven quatre anys després. Això és coherent amb el requisit de gestionar llocs web, però el seu estat significa que els canvis poden ser d'interès per al públic i els grups de control. L'evidència de la demanda d'accés continuat al material web històric es pot trobar en un anunci fet per l'⁣EPA en resposta a les preocupacions sobre els canvis del 2017, en què s'indica que les pàgines de l'administració anterior s'arxivarien acuradament. Aquestes pàgines d'instantànies estaven clarament marcades per distingir-les del contingut contemporani.
L'arxiu prioritza els llocs que administren àrees que es consideren susceptibles d'actualitzar-se o eliminar-se durant el període de transició. S'anima el públic a nomenar llocs importants i aquests es combinen amb amplis rastres de dominis governamentals per crear la col·lecció. Tot i que és extens (l'exploració del 2016 va conservar 11.382 llocs), no arriba a ser exhaustiu. Els investigadors han utilitzat aquestes col·leccions per examinar la història de la política de canvi climàtic i la reutilització dels comptes de Twitter suspesos del govern dels EUA.
El rastreig de 2024 va començar el gener de 2024, amb una eina de nominació d'URL desenvolupada per la Universitat del nord de Texas.